# Carex microptera
Carex microptera Mack. es una especie de planta herbácea de la familia de las ciperáceas.

## Hábitat y distribución
Es nativa de América del Norte occidental, incluyendo la mayoría de todos los del oeste de Canadá y el oeste de Estados Unidos y México. Se encuentran en hábitat húmedo de montaña, como las riberas de los ríos y praderas. 

## Descripción
Esta juncia produce densos racimos de tallos erguidos con más de 20 centímetros de altura y hasta alrededor de un metro de altura.  La inflorescencia es un denso grupo de espigas de color verde o marrón y envasados herméticamente el uno en el otro.

## Taxonomía
Carex microptera fue descrita por  Carlos Linneo y publicado en Muhlenbergia; a journal of botany 5(4): 56–57. 1909.
Etimología
Ver: Carex
Sinonimia
- Carex macloviana var. microptera (Mack.) B.Boivin (1967).
- Carex festivella Mack. (1915).
- Carex limnophila F.J.Herm. (1956).
- Carex microptera var. crassinervia F.J.Herm. (1968).
- Carex macloviana subsp. festivella (Mack.) Á.Löve & D.Löve (1981).
- Carex microptera var. limnophila (F.J.Herm.) Dorn (1988).[2]